# Christopher (cantante)
Christopher Lund Nissen (nacido el 31 de enero de 1992) es un cantante danés de Copenhague, firmado con EMI Dinamarca. En noviembre de 2012 ganó un premio en los Danish Music Awards 2012. Fue galardonado con el premio Årets nytænker, otorgado por Spotify como premio a la innovación. Christopher ha lanzado cinco álbumes, su debut Colors (2012), seguido de Told You So (2014), Closer (2016), Under the Surface (2019) y My Blood (2021). Las canciones de Christopher incluyen «Against the Odds», «Nothing in Common», «Told You So», «CPH Girls» y «I Won't Let You Down».

## Carrera
Christopher comenzó a cantar versiones de canciones de otros cantantes. Su sencillo debut fue «Against the Odds», coescrito por Kay & Ndustry, Kasper Larsen, Ole Brodersen, Curtis Richa y Johan Wetterberg, y producido por Kay & Ndustry y Lasse Lindorff de GL Music. Fue lanzado en septiembre de 2011, alcanzando el puesto 23 en la lista de sencillos daneses. El vídeo musical que lo acompaña es dirigido por Nicolas Tobias Følsgaard y Jonas Lodahl Andersen. Su siguiente sencillo, «Nothing in Common», entró en la lista de sencillos daneses en el número 5 en 2012. Su álbum debut Colors fue lanzado en 2013. «CPH Girls» fue el primer sencillo número uno de Christopher en Dinamarca. El tercer álbum de estudio de Christopher, Closer, salió el 15 de abril de 2016. Incluye su éxito anterior «Tulips» que salió en Dinamarca, Noruega y China, «I Won't Let You Down» con Bekuh Boom convirtiéndose en su segundo número 1 en Dinamarca y el tema «Limousine» con el artista Madcon. Christopher ha citado como inspiración Michael Jackson, Justin Timberlake, Bruno Mars y John Mayer.

## Vida personal
Nació en Frederiksberg, pero luego se mudó a Amager, Dinamarca con sus padres y su hermano pequeño Oliver. En 2012, Christopher se mudó con su novia, la cantante danesa Medina . Más tarde, la pareja se separó. En 2014 inició una relación con la modelo danesa Cecilie Haugaard. La pareja se casó en junio de 2019. Le dieron la bienvenida a su primera hija, llamada Noelle, en el 2021. La pareja tuvo una segunda hija en 2023.

## Filmografía
- Haps du er fanget (2012)
- GO' Morgen Danmark (2012, 2013, 2014, 2015, 2016)
- Danish Music Awards (2012, 2013, 2014, 2015)
- X Factor (2014, 2016)
- Jeg er Christopher (2014)
- Natholdet (2014, 2015)
- Aftenshowet (2014)
- Danmarksindsamling (2016)
- Vi ses hos Celment (2016)
- Akademi Fantasia (2016) - Artista invitado
- En la Toscana (2023)
- Una vida maravillosa (2023)